# Boarmia isabellaria
Boarmia isabellaria är en fjärilsart som beskrevs av Otto Staudinger 1901. Boarmia isabellaria ingår i släktet Boarmia och familjen mätare. Inga underarter finns listade i Catalogue of Life.